# Абу Хамза аль-Курейші
Абу аль-Хасан аль-Гашемі аль-Кураші (араб. أبو الحسن الهاشمي القرشي) — третій халіф Ісламської Держави. Він був названий халіфом 10 березня 2022 року в аудіопосланні нового представника ІД Абу Умара аль-Мухаджира, чия заява з'явилася більш ніж через місяць після смерті його попередника Абу Ібрагіма аль-Гашемі аль-Кураші. У повідомленні говорилося, що Абу аль-Хасан отримав присягу на вірність у відповідь на волю колишнього халіфа. Туреччина стверджувала, що він був заарештований у Стамбулі 26 травня 2022 року. Пізніше Ісламська Держава спростувала повідомлення про його арешт. Вбитий в жовтні 2022 року.

## Походження
Абу аль-Хасан — його кунья. Нісби аль-Гашемі та аль-Кураші вказують, що він належав до клану Бану Гашим племені Курайш.
Абу аль-Хасан був лідером Ісламської Держави Абдур Рахманом аль-Іракі (Сайф Багдад), який народився в Раві, Ірак, і вбитий в середині жовтня 2022 року в місті Джасім в провінції Дараа, Сирія. Справжнє ім'я при народженні Абу аль-Хасана/Абдур Рахмана аль-Іракі було Нур Карім аль-Мутні.

## Можливий арешт
26 травня 2022 року поінформовані джерела повідомили Sky News Arabia, що Абу аль-Хасана заарештували в Стамбулі, і що сили безпеки повідомили про арешт Ердогану, який, як очікувалося, оголосить новини про підозрюваного. Турецьке державне агентство Анадолу пізніше заявило, що турецька розвідка відстежувала його пересування в Сирії протягом тривалого періоду часу, і заарештувала його негайно після того, як він незаконно в'їхав до Туреччини. У липні в доповіді Ради Безпеки ООН зазначено, що немає доступних роз'яснень щодо турецької претензії. 16 вересня 2022 року представник Ісламської Держави Абу Умар аль-Мухаджир, здавалося б, спростував твердження про те, що халіф був заарештований, закликаючи мусульман у всьому світі присягнути йому на вірність.